# Boscalid
 (janvier 2020).
Si vous disposez d'ouvrages ou d'articles de référence ou si vous connaissez des sites web de qualité traitant du thème abordé ici, merci de compléter l'article en donnant les références utiles à sa vérifiabilité et en les liant à la section « Notes et références ».
Le boscalid est un fongicide SDHI de la famille des carboxamides utilisé dans le traitement des champignons pathogènes en inhibant la production d’ATP mitochondriale dans les cellules de ces derniers. Les SDHi (inhibiteurs de la succinate déshydrogénase), sont des fongicides très largement utilisés en agriculture. Ils visent à bloquer l’activité de l’enzyme succinate déshydrogénase qui joue un rôle clé dans la respiration cellulaire. Développé par BASF, il est entré sur le marché en 2003. À l'état pur, il se présente sous forme de cristaux blancs inodores. Les marques de produits phytopharmaceutiques à base de boscalid sont les suivantes : Cantus, Endura et Emerald.

## Applications
Le boscalid est pulvérisé sur les plantes. Il peut être utilisé dans un grand nombre de cultures, notamment de légumes et de fruits en plein air. La combinaison avec un autre pesticide augmente sa facilité d'utilisation. En Australie, il est autorisé en viticulture contre la moisissure grise (Botrytis cinerea). Il est également efficace contre les champignons des genres Alternaria, Monilia et Sclerotinia.

### Utilisation en France
En France, ce sont ainsi plus de 70 % des surfaces en blé qui sont traitées avec des fongicides, en 2014. Les fabricants de ces produits assurent que ces fongicides inhibent spécifiquement l’activité de cette enzyme dans les moisissures.

## Potentiels dangers sur lasanté
Des scientifiques français à l’origine d’une publication scientifique en 2019 dans la revue plosone et d’une tribune dans Libération ont sonné l’alarme car, selon leurs travaux, ces fongicides SDHi bloquent également l’enzyme de vers de terre, d'abeille et de l'homme. Le blocage de cette enzyme conduit à l’accumulation d’un métabolite, le succinate. Celui-ci peut à forte accumulation (blocage totale de la SDH) entraîner sur le long terme, un changement de la structure de l'environnement de notre ADN : ce sont des phénomènes de modifications épigénétiques.Un blocage même très partiel de la SDH entraine une accumulation de lactate dans les tissus ainsi que la production de superoxydes(espèces toxiques).  Un blocage totale de la SDH conduit à des anomalies épigénétiques qui vont déréguler des milliers de gènes, expliquant la survenue de tumeurs et cancers, sans pourtant entraîner de mutations dans les gènes comme c’est souvent le cas des carcinogènes. Et ces modifications, contrairement aux mutations, ne sont pas détectées, ni testées, au cours des tests de toxicité conduits avant la mise sur le marché des pesticides.Un blocage partiel de la SDh conduit à des maladies neurologiques de type encéphalopathie, cardiopathie, Parkinson, Alzheimer, Huntington..

## Nocivité établie pour lesabeilles
L'Unité Expérimentale d'Entomologie de INRAe et l'Université de Poitiers, Laboratoire Ecologie et Biologie des Interactions UMR CNRS 7267, Equipe Ecologie Evolution Symbiose viennent d'établir un lien entre l'effondrement des colonies et la diffusion du boscalid, notamment par la perturbation des vols nuptiaux.